# Nagy sárgafejű keselyű
A nagy sárgafejű keselyű (Cathartes melambrotus) a madarak (Aves) osztályának újvilági keselyűalakúak (Cathartiformes) rendjébe, ezen belül az újvilági keselyűfélék (Cathartidae) családjába tartozó faj.
1964-ig azonosnak tartották a kis sárgafejű keselyűvel (Cathartes burrovianus). Az előfordulási területe Dél-Amerika trópusi, alföldi nedves esőerdői. Eléggé nagy madár, hiszen a szárnyfesztávolsága 166–178 centiméter, testhossza 64–75 centiméter, testtömege pedig 1,65 kilogramm. A csupasz fején és nyakán kívül, a testét fekete tollazat borítja. A csupasz, azaz toll nélküli bőrrészek színe a sötétsárgától a halvány narancs változatai. Mint rokonainak, a nagy sárgafejű keselyűnek is hiányzik az alsó gégefője (syrinx), ezért alig képes hangokat kiadni. Az általa kiadott hangok főképp sziszegő- vagy mély torokhangokra hasonlítanak.
A nagy sárgafejű keselyű dögevő madárfaj. Az elpusztult állatokból álló táplálékát látásának és – a madarak között ritkaságszámba menő tulajdonságnak – a kiváló szaglásának köszönhetően találja meg. Habár könnyen megtalálja a táplálékát, a nagyobb emlősök esetében – mivel gyenge a csőre – kénytelen megvárni a nagyobb rokonait, köztük a királykeselyűt (Sarcoramphus papa), hogy az megkezdje az elhullott állatok tetemét. Mint a többi újvilági keselyű és a világ sok más madara, energiatakarékosság miatt a nagy sárgafejű keselyű is a felemelkedő, meleg levegőoszlopokat, az úgynevezett termikeket használja fel a repüléskor. A termikek segítségével nagy távokat tesz meg, viszonylag kevés energia felhasználása mellett. Tojásait barlangokba vagy kettétört fák csonkjaiba rakja. Fiókáit visszaöklendezett dögmaradványokkal táplálja.

## Neve
1964-ig a természettudomány a nagy sárgafejű keselyűt és a kis sárgafejű keselyűt nem különítette el, egy fajnak a sárgafejű keselyűnek ismerték el őket. Alexander Wetmore amerikai ornitológus és ornitológiai őslénykutató állapította meg, hogy valójában két külön fajról van szó és szétválasztotta a fajokat.
A nagy sárgafejű keselyűnek a tudományos madárnem neve a latinosított Cathartes, melynek magyar jelentése: „tisztító”, „fertőtlenítő”. A szó a görögből származik: kathartēs/καθαρτης.

## Rendszertani besorolása és rokonsága

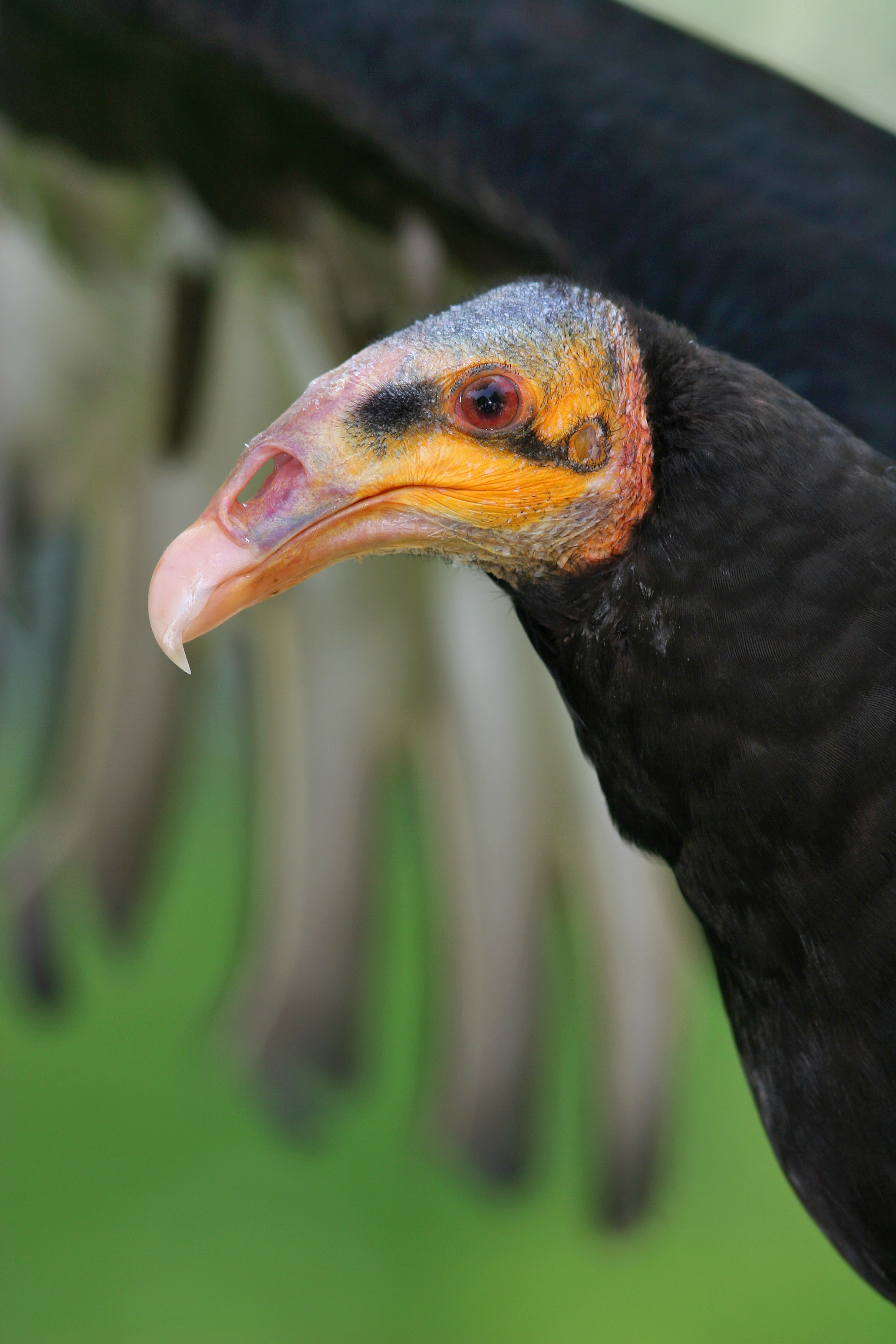
Legközelebbi rokona a kis sárgafejű keselyű

A szóban forgó madárnak és hat élő rokonának, azaz az újvilági keselyűféléknek (Cathartidae) a pontos rendszertani besorolása még manapság is bizonytalan. Habár az újvilági keselyűfélék és az óvilági keselyűformák (Aegypiinae) megjelenésben igen hasonlítanak, sőt ugyanazt a dögevő életmódot folytatják, a kettő mégsem áll közelebbi rokonságban egymással. Más-más ősökből fejlődtek ki, és a hasonlóság csak a konvergens evolúció műve. A két madárcsoport közti rokonsági kapcsolat manapság még vita tárgya. Korábban az újvilági keselyűféléket a gólyaalakúak (Ciconiiformes) rendjébe helyezték, mivel néhány gólyafajjal is mutatnak hasonlóságot úgy megjelenésben, mint életmódban. A közelmúltban olyan elmélet is született, mely szerint a újvilági keselyűféléket és az óvilági keselyűformákat a sólyomalakúak (Falconiformes) közé kéne sorolni, vagy új, azaz külön rendet megalkotni a számukra. Azonban a legújabb genetikai kutatások és vizsgálatok azt eredményezték, hogy az újvilági és az óvilági keselyűk nem közeli rokonai a sólyomalakúaknak, továbbá az újvilági keselyűk és a gólyafélék között sincs rokonság. Mindkét keselyű csoport a nagyobb taxonszintű Afroaves csoport bazális tagja. Az óvilági keselyűformák egyéb vágómadár-alakúakkal együtt, mint például: a sasformákkal (Aquilinae), az ölyvformákkal (Buteoninae), a kányaformákkal (Milvinae) stb., valamint a halászsassal (Pandion haliaetus) és a kígyászkeselyűvel (Sagittarius serpentarius) alkotják az Afroaves madárcsoport nagyobb részét. A testvértaxonként szereplő újvilági keselyűalakúak rendje manapság csak a 7 recens fajt foglalja magába.
Az Amerikai Madarászok Egyesületének (American Ornithologists' Union ) dél-amerikai rendszertani bizottsága kivonta az újvilági keselyűféléket a gólyaalakúak közül és incertae sedisnek, azaz „bizonytalan helyzetűnek” minősítette ezt a madárcsoportot; de továbbá megjegyezte, hogy az újvilági keselyűfélék talán átmozgathatóak a sólyomalakúak rendjébe, vagy létrehozható számukra egy külön rend, az úgynevezett újvilági keselyűalakúak (Cathartiformes). A családján belül a nagy sárgafejű keselyű legközelebbi rokonai a Cathartes nembéli kis sárgafejű keselyű és a pulykakeselyű (Cathartes aura) (Linnaeus, 1758). Mint a királykeselyűnek és a pulykakeselyűnek, a nagy sárgafejű keselyűnek is 80 diploid kromoszómája van.

## Előfordulása
A nagy sárgafejű keselyű főbb előfordulási területe a dél-amerikai, trópusi Amazonas-medencében található. Elterjedésének északi felén Kolumbia délkeleti részétől, Dél- és Kelet-Venezuelán keresztül, Guyanáig, Surinameig és Francia Guyanáig található meg, míg délen Kelet-Perutól, Kelet-Ecuadortól és Kelet-Bolíviától kezdve, egészen Brazília északi és nyugati részéig lelhető fel. A közép-amerikai Nicaraguában és Panamában csak ritka vendég. Az Andokból, az Andoktól nyugatra és északra fekvő alföldekről, valamint Dél-Amerika legészakibb és -keletibb részeiről és a szubtrópusi, déli régiókról teljesen hiányzik. A nyílt területeket és a magas hegységeket kerüli; 900 méternél magasabbra nem hatol fel. Becslések szerint a világszintű előfordulási területe körülbelül 6 700 000 négyzetkilométert foglal magába.

## Megjelenése

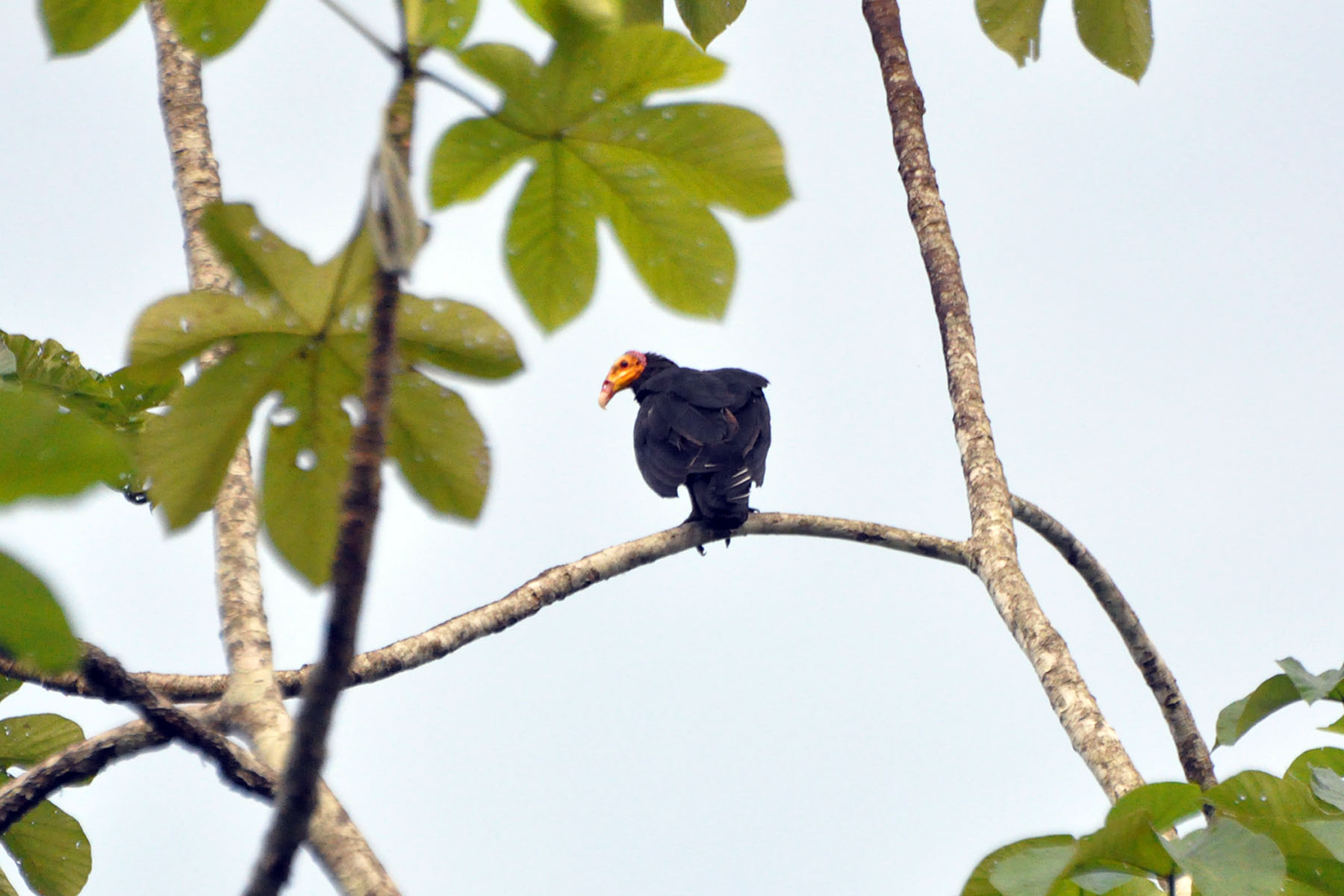
Messziről könnyen összetéveszthető a rokonaival

Rajz a madárról

Amint neve is mondja a nagy sárgafejű keselyű nagyobb, mint a kis sárgafejű keselyű, bár nem olyan sokkal. Az átlagos méretű példány testhossza 64–75 centiméter, szárnyfesztávolsága 166–178 centiméter és testtömege 1650 gramm. Farktollai 25–29 centiméter hosszúak. Tollazata fénylő fekete, zöldes vagy lilás árnyalattal. A torka és fejének oldalai tollazat nélküliek. A csupasz bőre a sötét sárgától a halvány narancssárgáig változhat; feje teteje kékes. Tarkója és orrlyukainak tájéka világos rózsaszínes. Szárnyainak belső fele szintén fekete, míg az evezőtollak világosak. Az evezőtollak töve fentről nézve fehérnek tűnik. A farktollai kerekítettek és eléggé hosszúak; néha túlérnek a nyugalmi állapotban lévő szárnyvégeken. A hím és tojó között nincsen nemi kétalakúság, azaz ugyanúgy néznek ki. A kirepült, de még fiatal példány nagyon hasonlít a felnőttre, azonban szürkés a feje.
A szivárványhártyája (iris) vörös színű. A lábfejei feketék, a csőre pedig hússzínű, sötét lábai az urohidrózis következtében lerakodott húgysavtól fehéresen csíkozottak. A felső szemhéján egy hiányos szempillasor van, míg az alsó szemhéján két szempillasor látható. A csőre vastag, kerekített és a végén horog látható. Az elülső lábujjai hosszúak, a tövüknél úszóhártyásak és nem alkalmasak a fogásra. Az orrlyukak a csőr alapjánál lévő húsos részen (cere) találhatók meg. Az orrlyukainak a nyílásai vízszintesen ülnek; az orrlyukak között hiányzik az orrsövény (septum nasi). Mint a többi újvilági keselyű esetében, a nagy sárgafejű keselyűnek is hiányzik az alsó gégefője, emiatt igen szegényes a „szókincse”, amely sziszegő és mély torokhangokból tevődik össze.
A nagy sárgafejű keselyűt egyesek összetévesztik a rokon pulykakeselyűvel és a kis sárgafejű keselyűvel. A két sárgafejű keselyű között a különbségek a következők: amint neve is mutatja, a nagy sárgafejű keselyű nagyobb, mint a kis sárgafejű keselyű, továbbá a farktollai is hosszabbak és szélesebbek. Tollazata sötétebb és fényesebb fekete, míg a kisebb fajé barnásabb árnyalatú. A nagynak a feje sötétebb sárga, és kevésbé narancssárgás-rózsaszínes árnyalatú; lábai is sötétebbek. Szárnyai szélesebbek és repülés közben kevésbé ver velük; a vitorlázás nagymestere. A többi Cathartes-fajtól eltérően a nagy sárgafejű keselyűnek sötétebb elsődleges tollai és világosabb másodlagos tollai vannak; ezek szembetűnő kontrasztot eredményeznek. A nagyobb testű madár főleg erdőlakó, míg a kisebb testű rokon a nyílt térségek lakója. Méretben majdnem azonos a pulykakeselyűvel; a két faj messziről alig különböztethető meg, azonban közelebbről a fejük színe árulja el a fajt - a pulykakeselyű feje élénk vörös színű. A pulykakeselyű és a nagy sárgafejű keselyű szárnyainak belső fele is hasonló, de az utóbbinál egy merőleges vastag, halvány-sötét sáv húzódik a szárny közepén.

## Életmódja
A természetes élőhelye a trópusokon lévő alföldi esőerdők. Kerüli a magasan fekvő területeket. A sűrű erdők lakója; azonban néha a nyílt terepre is kimerészkedik, de csak ritkán. A sűrű erdőtől sohasem távolodik messzire, hiszen itt talál védelmet és fészkelőhelyeket.

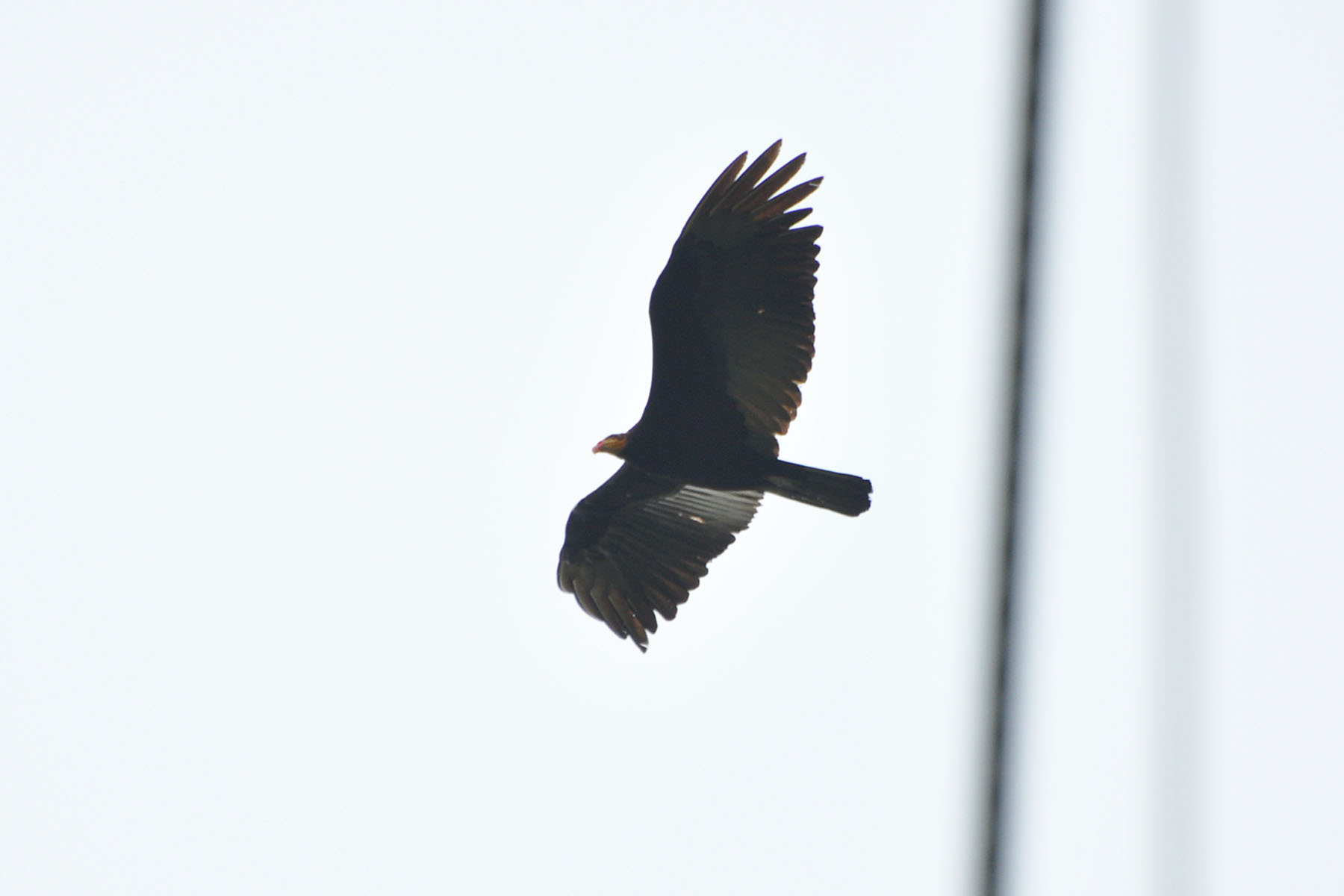
A termikeken vitorlázva keresi táplálékát

Pihenéskor a lomb nélküli, elhalt fákra száll, hogy közben figyelhesse a terepet. A levegőben vitorlázva keresi dögökből és kisebb állatokból álló táplálékát. Általában magányosan vagy párban repül, csak ritkán verődik csapatokba. Röpte erőteljes és tartós. A termikeknek, azaz a felszálló, meleg lebegőoszlopoknak köszönhetően a repülése könnyed, vitorlázó; alig ver a szárnyaival. Vitorlázás közben a széttárt szárnyai kissé felemelkednek, azaz nem ülnek a testtel egy síkban. Mint a gólyafélék (Ciconiidae) és minden újvilági keselyűféle, a nagy sárgafejű keselyű is gyakorolja az úgynevezett urohidrózist, mely a párolgás hűtő hatását kihasználva a lábakra ürítés útján hűti testüket. E tevékenység miatt a madár lába gyakran fehér színű, mivel rajta húgysavréteg képződik.

### Táplálkozása

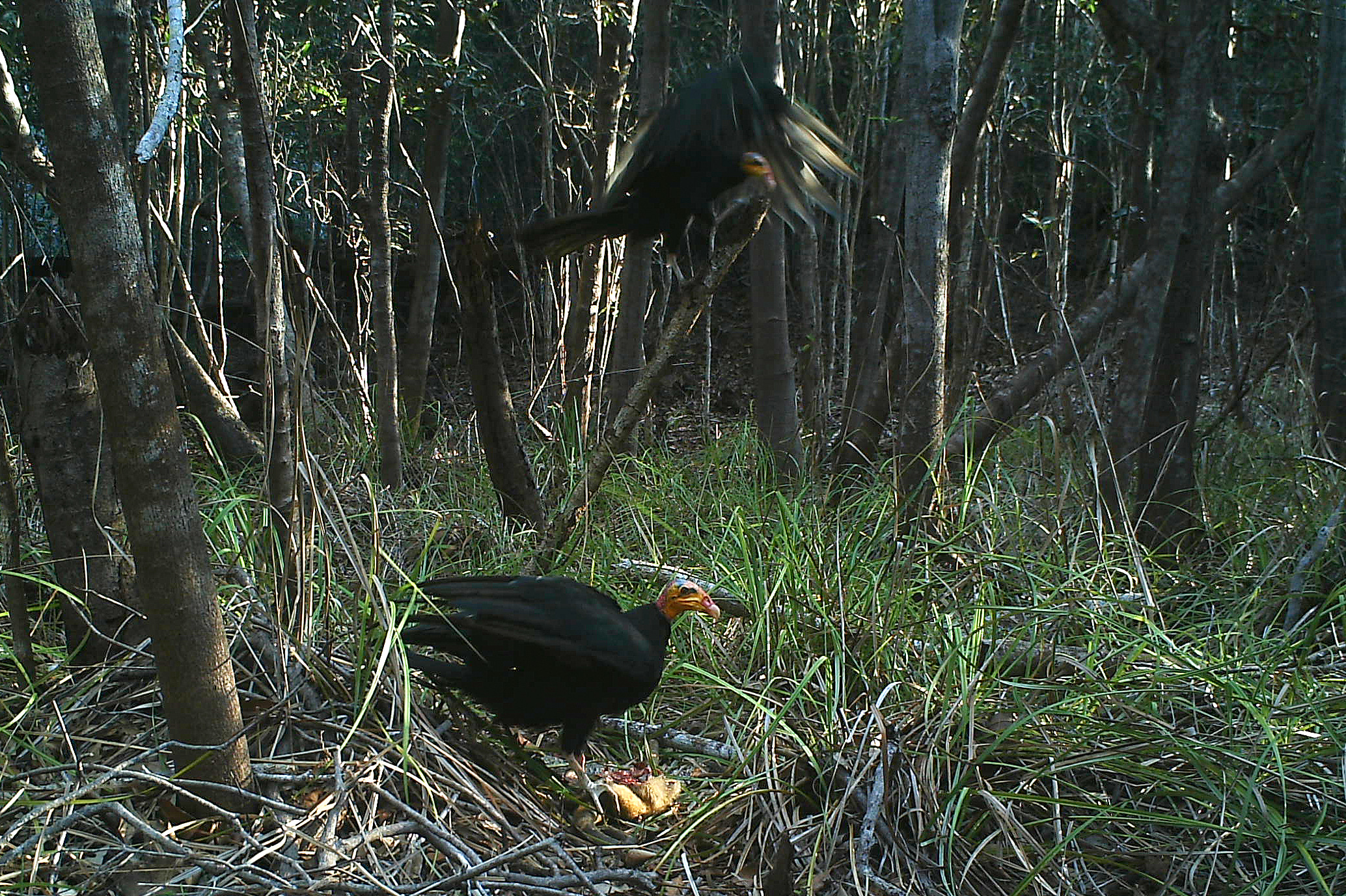
Mivel szaglása jó, a sűrű esőerdőben is rátalál táplálékára

A nagy sárgafejű keselyű teljesen dögevő madárfaj; kizárólag elpusztult állatok tetemeivel táplálkozik. Az utakon elütött állatoktól, a ragadozók által megölt, vagy betegségben és öregségben elpusztult állatokig mindenféle tetemet elfogyaszt. Habár a friss húst kedveli, és a legtöbbször ő a legelső a dögnél, mivel gyenge csőrrel rendelkezik, a nagyobb, keményebb bőrű emlősök esetében kénytelen megvárni a nagyobb és erősebb csőrű újvilági keselyűk - királykeselyű és pulykakeselyű - megérkezését, utána pedig azok lakomáját. Több napos dögből a nagy sárgafejű keselyű sem eszik, mert abban már túlságosan elszaporodtak a toxikus mikroorganizmusok. Akármilyen vízforrás jó neki, még ha az piszkos pocsolya is. Mint a világ összes keselyűje és más dögevője, a nagy sárgafejű keselyű is az életmódjának, táplálkozásának köszönhetően jót tesz a környezetének; eltakarítva a dögöket, gátat vet a betegségek terjedésének.
Jó látása mellett, kitűnő szaglása – mely ritkaság a madarak körében – is segíti a dögök megtalálását. A talajhoz közel repülve megérzi a szétbomló dögökből áradó etil-merkaptán nevű gáz szagát. Az agyában a szaglásért felelős agyrész jóval nagyobb, mint más ugyanakkora méretű állatoknál. Ennek a jól kifejlett érzékének köszönhetően ez a keselyűfaj a fák lombkoronái fölött repülve, anélkül, hogy látná a dögöt, pontosan be tudja határolni. Az olajipar a madárnak ezt a tulajdonságát úgy használja fel, hogy a gáz- és olajvezetékekbe etil-merkaptánt eresztenek, és ha a gáz valahol szivárog, akkor odacsalja a madarat és így jelzi a meghibásodást.

## Szaporodása
Amint a kis sárgafejű keselyű, a nagy sárgafejű keselyű sem épít fészket magának. Tojásait a sziklák szélére, barlangokba, fák csonkjaiba, vagy éppen a talajra rakja le. A tojások krémszínűek, számos barna ponttal; a barna pontozás egyre sűrűbb a tojás vastagabb vége felé. A fészekalj 1–3 tojásból állhat, bár az átlag két darab tojás. A frissen kikelt fiókák magatehetetlenek – vakok, csupaszok és mozogni is alig képesek. A pihéjük is csak később nő ki. Mindkét szülő gondozza és táplálja fiókáit. A fiókák tápláléka részben megemésztett, visszaöklendezett állati maradványokból áll. Körülbelül 2–3 hónapos korukban repülnek ki a fiatal nagy sárgafejű keselyűk.

## Védelme
A Természetvédelmi Világszövetség (IUCN) nem fenyegetett fajként kezeli ezt az újvilági keselyűfélét. A nagy sárgafejű keselyű becsült előfordulási területe körülbelül 6 700 000 négyzetkilométert foglal magába. Ezen a területen 100 000–1 000 000 példány élhet. Az eddigi kutatások szerint az állományai stabilak, és nincsenek veszélyben.

### Fordítás
- Ez a szócikk részben vagy egészben  a   Greater yellow-headed vulture című angol Wikipédia-szócikk ezen változatának fordításán alapul.  Az eredeti cikk szerkesztőit annak laptörténete sorolja fel. Ez a jelzés csupán a megfogalmazás eredetét és a szerzői jogokat jelzi, nem szolgál a cikkben szereplő információk forrásmegjelöléseként.